# Kingersheim
Kingersheim (Kingersche nel dialetto locale) è un comune francese di 13 230 abitanti situato nel dipartimento dell'Alto Reno nella regione del Grand Est.

## Società

### Evoluzione demografica
Abitanti censiti